# لال مرغ
لال مرغ (بالفارسية: لال مَرغ) هي قرية أفغانية في مقاطعة خواهان التابعة لولاية بدخشان الواقعة في شمال شرق أفغانستان.